# Carolina Reaper

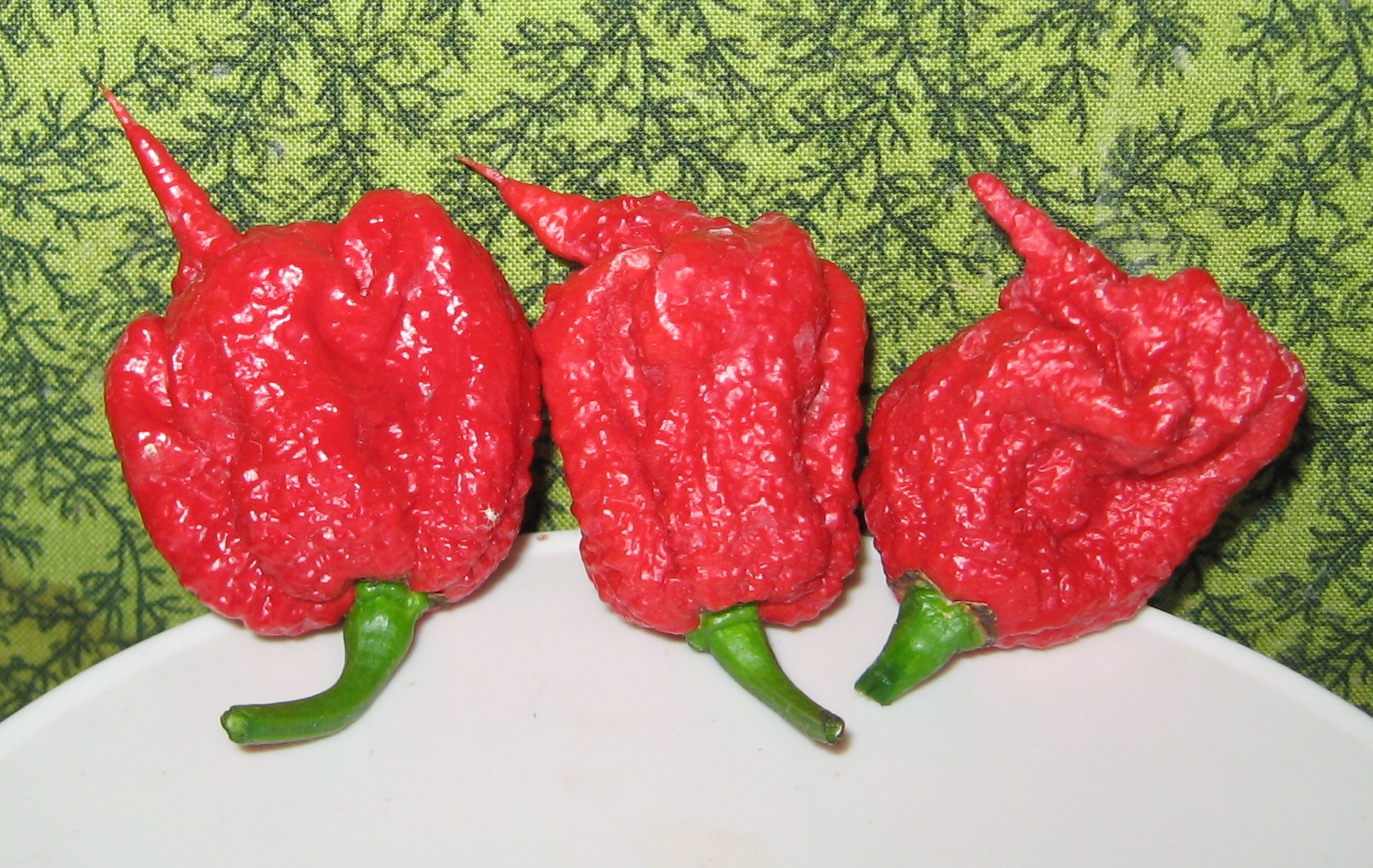
Carolina Reaper

Carolina Reaper är en chili utvecklad av amerikanska chiliodlaren Ed Currie i Rock Hill, South Carolina, USA. 11 augusti 2017 bekräftades den av Guinness rekordbok som den starkaste chilin i världen med 1 641 183 scovillegrader, och överträffade därmed Trinidad Scorpion "Butch T". 23 augusti 2023 togs rekordet över av Pepper X som uppmätts till 2,69 miljoner scovillegrader, som även den är odlad av Currie.. Namnet "Reaper" (svenska: skördeman) valdes för att chilins svans liknar Liemannens lie. Dess smak har beskrivits som fruktig, söt och som "smält lava." 